# امرأة تدعى غولدا
امرأة تدعى غولدا (بالإنجليزية: A Woman Called Golda)‏ فيلم سيرة ذاتية أمريكي من إخراج ألان جيبسون إنتاج عام 1982 عن رئيس الوزراء الإسرائيلي غولدا مئير وبطولة إنغريد برغمان. كما ضم نيد بيتي وفرانكلين كوفر وجودي ديفيس وآن جاكسون وروبرت لوجيا وليونارد نيموي وجاك طومسون.
امرأة تدعى غولدا أنتجها تلفزيون باراماونت المحلي للتوزيع وتم توزيعه من قبل أوبريشن برايم تايم. عرض الفيلم لأول مرة في 26 أبريل 1982.

## فريق التمثيل
- إنغريد برغمان في دور غولدا مئير
- نيد بيتي في دور السيناتور دوروارد
- غلاف فرانكلين في دور هيبرت همفري
- جودي ديفيس في دور غولدا (شابة)
- آن جاكسون في دور لو قدار
- روبرت لوجيا في دور أنور السادات
- ليونارد نيموي في دور موريس ميرسون
- جاك طومسون في دور أرييل
- أنتوني بات في دور السير ستيوارت روس
- رون بيرجلاس في دور ستامبلر
- بروس بوا في دور السيد ميسي
- ديفيد دي كيسير دور ديفيد بن جوريون
- باري فوستر في دور الرائد أوردي ينجيت
- نايجل هوثورن في دور  الملك عبد الله
- يوسي جرابر في دور موشيه ديان
- ديفيد جوزيف فنسنت في دور كورال بوي

## روابط خارجية
- امرأة تدعى غولدا على موقع IMDb (الإنجليزية)
- امرأة تدعى غولدا على موقع نتفليكس (الإنجليزية)
- امرأة تدعى غولدا على موقع Turner Classic Movies (الإنجليزية)
- امرأة تدعى غولدا على موقع فيلمافينيتي (الإسبانية)
- امرأة تدعى غولدا على موقع قاعدة بيانات الفيلم (الإنجليزية)
- امرأة تدعى غولدا على موقع ليتربوكسد (الإنجليزية)
- امرأة تدعى غولدا على موقع كينوبويسك (الروسية)